# Mad Mix Game: The Pepsi Challenge
Mad Mix Game: The Pepsi Challenge is een videospel voor de platforms Commodore 64 en Commodore 128. Het spel werd uitgebracht in 1988. 